# Перти
Перти (на нидерландски: paarden – коне, кончета) – въжета, опънати под реите на разстояние около 80 см и закрепени с единия си край към средата ѝ (за мачтата след скрепителните планки), а с другия при нока. Пертите на долните реи са дебели 1,75 дюйма, а на горните са малко по-тънки. Видимо пертите се появяват след 1640 г. и отначало само на долните реи. След 1680 г. те се поставят и на марс-реите, а към края на 17 век вече на всички реи, с изключение на бегин- и бовен-блинд-реите.
С помощта на пертите, стъпвайки върху тях и лягайки на рея (от страната на кърмата), матросите закрепят и прибират платната или ги рифоват. За да се удържат пертите на необходимото разстояние от рея и отстраняване на прекомерното им провисване те се поддържат от обвити около рея къси клупове – подпертки, отстоящи един от друг. За да не се пързалят стъпалата на матросите често по тях има навързани върху тях възли.
Пертите и подпертките на съвременните ветроходни съдове се правят от стоманени въжета.